# Domaszno
Domaszno is een plaats in het Poolse district  Opoczyński, woiwodschap Łódź. De plaats maakt deel uit van de gemeente Drzewica en telt 539 inwoners.